# آدم روز
 رايموند ليبان  (بالإنجليزية: Adam Rose) (20 يوليو 1978) مصارع محترف من جنوب أفريقيا وقع عقد مع الدبليو دبليو أي تحت اسم آدم روز , ظهر روز في الدبليو دبليو أي راو في يوم 5 مايو 2014 عندما هجم على جاك سواجر وزاب كولتر , وقد أدى هذا إلى مباراة أنتصر فيها آدم.

## 2014 - حتى الآن
أول عرض كبير لروز كان بتاريخ 2014/6/29 في عرض ماني إن ذا بانك عندما هزم دامين سانداو وكذالك في عرض أرض المعركة Battleground بتاريخ 2014/7/20 عندما فاز على فاندانغو وأختفى بعدها روز حتى يوم 2014/9/1 في عرض راو عندما هزم تايتوس أونيل , وفي يوم 10 أكتوبر في عرض سماك داون واجه آدم كين وخسر روز بسهولة وكانت أول خسارة فردية له.
وفي عرض سيرفايفر سيريس سرفايفر سيريس بتاريخ 2014/11/21 لعب آدم مباراة مع صديقه الأرنب وهزما تايتوس أونيل وهيث سلايتر.

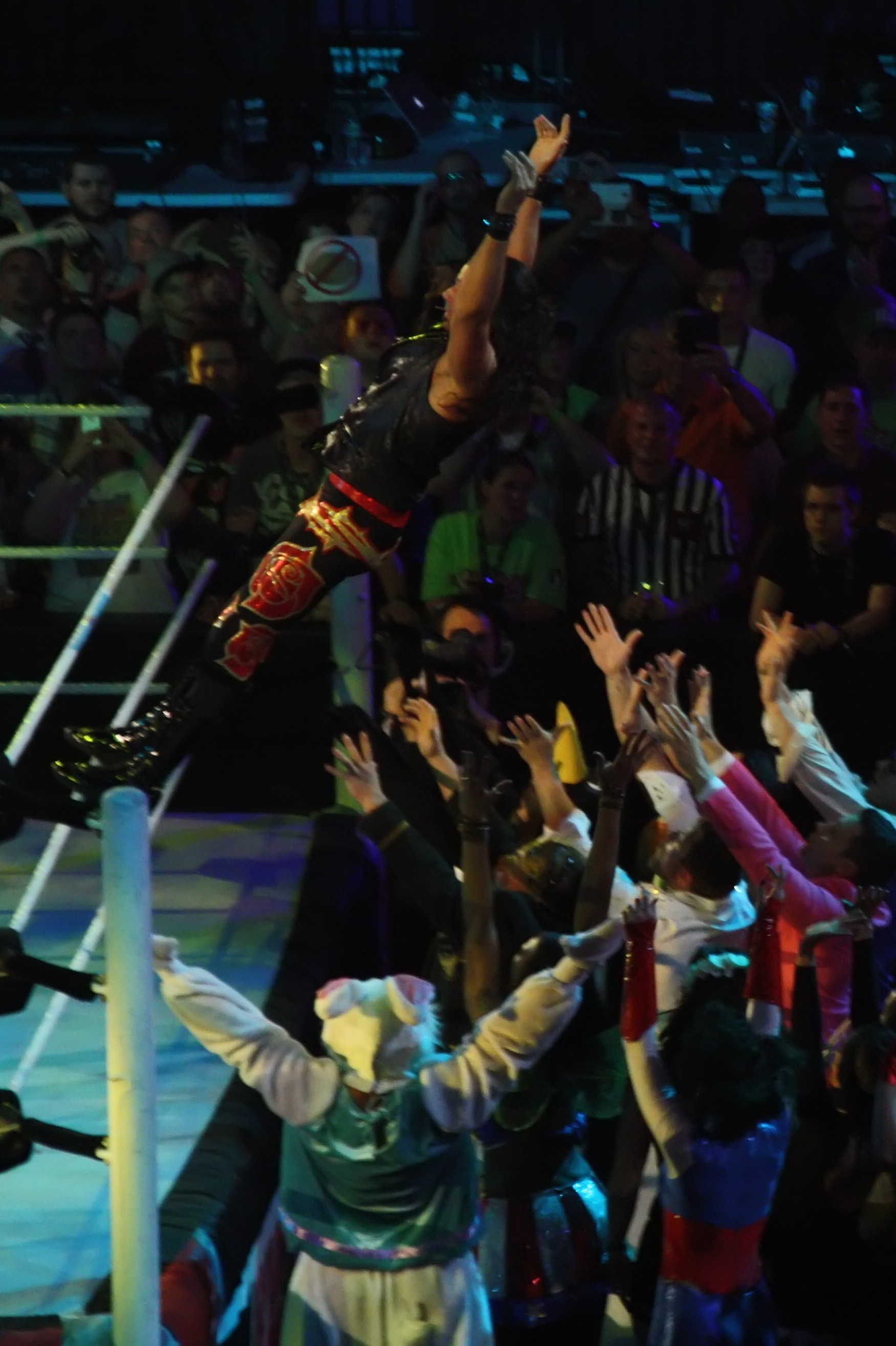
روز مع حاشيته في 2014.

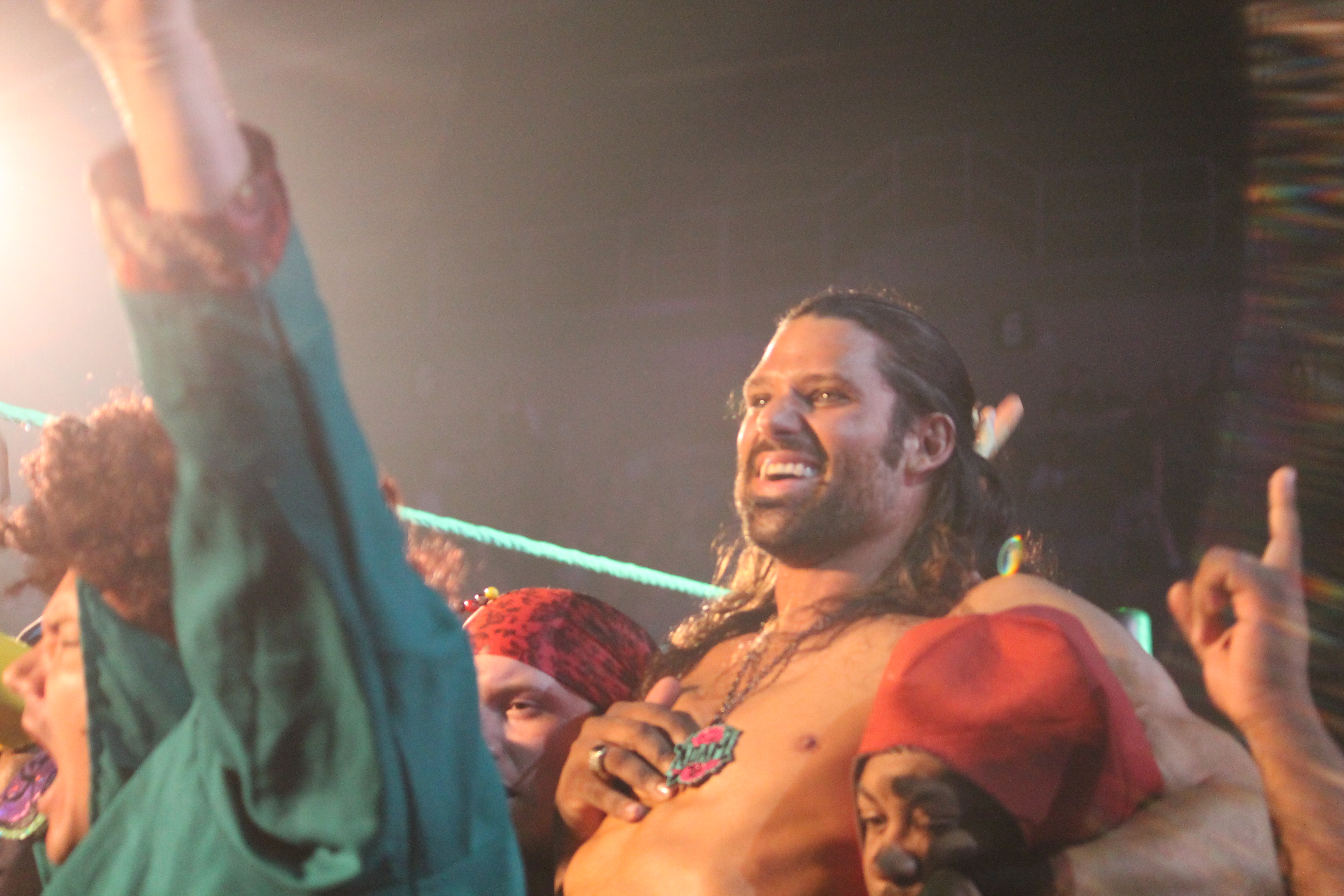
آدم روز.

## روابط خارجية
- آدم روز على موقع IMDb (الإنجليزية)
- آدم روز على موقع دبليو دبليو إي (الإنجليزية)
- آدم روز على موقع CageMatch worker (الإنجليزية)
- آدم روز على موقع قاعدة بيانات المصارعة على الإنترنت (الإنجليزية)
- آدم روز على موقع عالم المصارعة على الإنترنت (الإنجليزية)
- آدم روز على موقع عالم المصارعة على الإنترنت (الإنجليزية)